# Potok (Železniki, Slovenija)
Potok je naselje u slovenskoj Općini Železniku. Potok se nalazi u pokrajini Gorenjskoj i statističkoj regiji Gorenjskoj. 

## Stanovništvo
Prema popisu stanovništva iz 2002. godine naselje je imalo 67 stanovnika.